# 截尾鑷蝶魚
截尾鑷蝶魚為輻鰭魚綱鱸形目蝴蝶魚科的其中一種。

## 分布
本魚分布於澳洲海域。

## 特徵
本魚體略呈三角形，吻突出，體色為銀色，並密佈許多深色小細點。頭部和體側共有4條寬度不一的褐色直條紋，尾鰭黃色，腹鰭褐色，背鰭和臀鰭軟條部邊緣黃色，體長可達22公分。

## 生態
本魚棲息在珊瑚礁與岩礁之上，常形成大群魚群，屬雜食性，以藻類、腹足動物與小型甲殼動物等為食。也會替較大的魚剔除身上的寄生蟲。

## 經濟利用
為觀賞性魚類。